# Päivi Horsma
Hilja Päivi Horsma-Salo, till 1906 Högdahl, född 30 juni 1889 i Helsingfors, död 3 juni 1972, var en finländsk skådespelare. Hon var syster till Lilli Tulenheimo.
Horsma, som var dotter till byggmästare Johan Horsma och Amanda Apollonia Pastell, absolverades från Helsingfors finska flickskola 1906 och från Finlands nationalteaters elevskola 1908. Hon var verksam som skådespelare vid Finlands nationalteater 1908–1952 och tilldelades Pro Finlandia-medaljen 1950. Hon ingick 1919 äktenskap med sanitetsöversten Toivo Johannes Salo.